# Костин, Михаил Игоревич (футболист)
Михаил Игоревич Костин (10 марта 1985, Ворошиловград, Украинская ССР) — российский футболист, полузащитник.

## Карьера
С шести лет занимался в СДЮШОР «Заря» Луганск, первый тренер — Александр Ткаченко. На турнире в Севастополе Костина заметили селекционеры московского «Спартака», куда он перешёл через полгода в 16 лет. В 2001—2002 годах за молодёжную команду в первенстве КФК провёл 31 матч, забил два гола. В 2003 году подписал пятилетний контракт, сыграл 6 матчей в турнире дублёров. В 2004 году на правах аренды перешёл в клуб второго дивизиона «Динамо» Ставрополь, который стал тренировать Сергей Юран, с которым Костин работал в дубле «Спартака». Вышел с командой в первый дивизион, но у клуба возникли финансовые проблемы. Юран ушёл из «Динамо», а Костин вернулся в «Спартак».
2005 год отыграл в аренде в первом дивизионе в «Спартаке» Челябинск, который возглавлял другой тренер спартаковского дубля — Геннадий Морозов. 2006 год начал в аренде в клубе чемпионата Латвии «Диттон» Даугавпилс, который тренировал Юран. Вторую половину сезона провёл в курском «Авангарде». В 2007 году по арендному соглашению перешёл в ярославский «Шинник» к Юрану, но перед началом сезона получил серьёзную травму и пропустил всё первенство, по итогам которого команды вышла в высший дивизион.
Затем играл под руководством Софербия Ешугова в «Металлурге» Липецк (2008—2009) и «Динамо» Брянск (2010—2011). После того, как в «Динамо» пришёл Валерий Петраков, он стал вместо Костина ставить своего сына. Клуб вскоре обанкротился, и вторую половину 2012 года Костин провёл в чемпионате Белоруссии в «Белшине» Бобруйск. Концовку сезона 2012/13 провёл в липецком «Металлурге». В первых двух своих матчах забил два гола с пенальти, принеся две победы. В четвёртом матче был удалён и заработал 4-матчевую дисквалификацию. В своём следующем матче получил травму в конце первого тайма и больше на поле не выходил. В июне 2013 был на просмотре в астраханском «Волгаре», но больше на профессиональном уровне не выступал.
С 2013 года — игрок ЛФЛ 8х8.